# Fritz Kiersch
George Keith "Fritz" Kiersch (nascut a Alpine (Texas)) és un director, escriptor i productor de cinema estatunidenc.
Potser és més conegut per dirigir la pel·lícula de terror Els nens de les panotxes i el drama Tuff Turf.
El 9 de juliol de 2021, Fritz va ser un convidat especial al final de la primera temporada del podcast The Ghost of Hollywood. Durant l'entrevista, va parlar del seu treball a Els nens de les panotxes i Tuff Turf.  També va parlar de la seva productora, Kirby/Kiersch Film Group, que va fundar amb Terrence Kirby el 1981.

## Filmografia

### Director
- 1984 Els nens de les panotxes
- 1985 Tuff Turf
- 1987 Winners Take All
- 1987 Gor
- 1989 Under the Boardwalk
- 1990 Fatal Charm (vídeo) (com a Alan Smithee)
- 1990 Swamp Thing (sèrie de televisió)
- 1992 Duel a l'aire
- 1994 Shattered Image (telefilm)
- 1995 The Stranger
- 1997 Crayola Kids Adventures: Tales of Gulliver's Travels (video)
- 2006 Surveillance
- 2006 The Hunt